# 功徳使
功徳使（くどくし）は、中国古代の官職名。寺院・道観創設・修復や訳経・写経などの皇帝の仏教・道教修行、いわゆる「修功徳」、及び長安・洛陽の僧尼の管理・司法を行う使職を意味する。厳密には「修功徳使」。唐代・五代に多く、律令に規定のない令外官。

## 概要

### 沿革
功徳使は、使職としては大暦9年（774年）の、都中の寺院の修復を担当した「京城寺観修功徳使」（外功徳使）を最初とし、4年後の大暦13年（778年）には、それとは別の、翻経事業などを担当した内功徳使が設置されている。
当初は創設以前からの皇帝の修功徳行の代理であったため、宦官がその任に付くことが多かった。
しかし、その後の宦官魚朝恩への権力集中に懲りた代宗により、宦官から軍事権を取り上げ、結果として禁軍将軍が功徳事業を担当することになったところ、専門外であるとして、大暦14年（779年）禁軍将軍劉崇訓の奏上により、いったん廃止された。
その後、徳宗代になると、貞元4年（788年）に復活、宦官の王希遷、寶文場の2名が左右街功徳使として担当することとなった。
五代に入ると河南尹（副都留守）との兼務となり、官僚が任じられるようになった。
兼務以降は尹職が大官であることもとあり、官僚から王族・皇族が任命されるようになった。その後、尹職に吸収されて独自の使職として役目を終えた。

### 職制
京城寺観修功徳使は、貞元4年（788年）に左右街功徳使に別れ、その下に功徳副使、更にその下に功徳判官がおかれた。
興元元年（784年）に、のちに左右神策軍護軍中尉となる監神策左右廂兵馬使が新設されると、それぞれ属僚（副使、判官）も含めて兼務官となり、禁軍の武力を背景に持つようになった。
元和2年（807年）2月以降にそれまで祠部が管轄していた僧侶・尼僧・道士・女冠の管理が功徳使に移管されて左右街僧録・左右街道録制となった。但し、これは両都だけのようで地方は、以前と同様、太守の副官である功曹参軍が管轄した。
副都制下では貞元4年に副都洛陽（開封）に功徳使が置かれた（但し、洛陽尹と兼務）。
開成5年（840年）には、左右街功徳巡院なる下部組織があったことが、円仁の『入唐求法巡礼行記』に見える。

### 功徳使以前の修功徳担当者
功徳使以前の修功徳担当者として、山崎宏は宦官筆頭かつ驃騎大将軍で執務エリア内に修功徳処があった高力士を挙げている

## 歴代功徳使

### 唐
代宗治下
- 史元琮（李元琮） － 武官、大暦9年（774年）[3]
- 李憲誠 － 宦官、大暦13年（778年）[4]
- 劉崇訓 － 武官、大暦14年（779年）閏5月辞任[5]

徳宗治下
- 王希遷 － 宦官、貞元4年（788年）功徳使復活[5]
- 寶文場 － 宦官、貞元5年[4]
- 霍仙鳴 － 宦官、貞元12年[4]
- 第五守亮 － 宦官、貞元16年[4]
- 孫栄義 － 宦官、貞元19年[6]（右街功徳副使からの昇格）

憲宗治下
- 吐突承サイ[王+崔] － 宦官、元和4年（809年）兼務[7]
- 梁守謙 － 宦官、元和5年（810年）任命[8]

敬宗治下
- 劉弘規 － 宦官、宝暦年間（825-827年）任命[9]

宣宗治下
- 仇士良 － 会昌3年6月辞任[10]
- 楊欽義 － 神策軍中尉、会昌3年6月就任[10]

### 五代十国
後唐
- 王サン[王+贊]－ 官僚（※但し、開封尹と兼務）[11]

後晋
- 楊光遠[12]
- 石重貴 － 皇族（※但し、廣晋尹と兼務）[13]

南唐
- 李景達（徐景達）－ 王族・斉王[12]

後周
- 柴栄 － 皇族（※但し、開封尹と兼務）[13]

呉越
- 毛勝（※但し、功徳判官）[12]

### 宋
- 太宗 (宋) － 皇族（※但し、開封尹と兼務）
- 趙延美 － 皇族・魏王、太平興國7年（982年）西京功徳使（※但し、西京留守と兼務）

## 僧侶功徳使
特定の寺院の修復のため、僧侶が特定寺院限定の功徳使に任じられた事例もあった。
- 廓清[2]